# Courgeac
Courgeac é uma comuna francesa na região administrativa da Nova Aquitânia, no departamento de Charente. Estende-se por uma área de 18,42 km². Em 2010 a comuna tinha 182 habitantes (densidade: 9,9 hab./km²).